# Empalletado
Se llama empalletado al parapeto que se forma en las bordas de una embarcación con la ropa y camas de la tripulación y guarnición para ponerse a cubierto de la fusilería y metralla utilizada por el enemigo. También se hace de salchichones de trozos de jarcia vieja. 
Se suele denominar también atrincheramiento o trinchera de abordaje. 